# Jacques Vindt
Jacques Vindt ( 1915 - 1993 ) fue un botánico y destacado fitogeógrafo francés .

## Algunas publicaciones

### Libros
- Vindt, J. 1953. Monographie des euphorbiacées du Maroc (1ª parte - revisión y sistemática). Institut Scientifique Chérifien. 534 pp.
- ----. 1960.  Monographie des euphorbiacées du Maroc (2ª parte - Anatomía). Institut Scientifique Chérifien. 533 pp.
- ----; H Gaussen. 1960.  Carte de la végétation du Maroc au 200.000e. En Bulletin du Service de la Carte Phytogéographique. París : [s.n. 147 pp.
- Gayral, P; J Vindt. 1961.  Anatomie des végétaux vasculaires : ... à l'usage des étudiants des facultés des sciences S.P.C.N. et botanique et des facultés de pharmacie, des candidats aux grandes écoles biologiques, aux écoles normales supérieures et aux concours de recrutement de l'enseignement du 2d degré. Ed. G. Doin & Cie La Chapelle-Montligeon, Impr. de Montligeon Paris, impr. Caubère. 142 pp.

- La abreviatura «Vindt» se emplea para indicar a Jacques Vindt como autoridad en la descripción y clasificación científica de los vegetales.[2]